# Пакенем, Эдвард
Сэр Эдвард Пакенем (Пакенхэм; англ. Sir Edward Michael Pakenham; 19 марта 1778, замок Пакенем-холл — 8 января 1815, около Нового Орлеана) — британский генерал-майор, шурин герцога Веллингтона.

## Биография
Из аристократической англо-ирландской семьи (род существующий). Родился в фамильном замке Пакенхэм-Холл в графстве Уэстмит, Ирландия, в семье Эдварда Пакенхэма, 2-го барона Лонгфорда, и его жены Кэтрин Роули. Получил образование в Королевской школе в Арме. Семья купила Пакенхэму звание лейтенанта 92-го пехотного полка, когда ему было всего шестнадцать лет (офицерские патенты в британской армии в то время продавались). Между 1799 и 1800 годами Пакенхэм также представлял округ Лонгфорд в ирландской палате общин.
Уже в 1798 году Пакенхэм, которому только что исполнилось 20 лет, принял участие в боевых действиях во время подавления Ирландского восстания. Затем он служил в английских колониях в Северной Америке и Вест-Индии: сперва в Новой Шотландии, а затем — на острове Барбадос. Он водил своих солдат в атаку на острове Сент-Люсия в 1803 году, в ходе этих боев был ранен. Во время нападения Англии на Данию в 1807 году, Пакенхэм находился в Европе и участвовал в битве при Копенгагене. Затем Пакенхэм вернулся в Вест-Индию, где участвовал в высадке на Мартинику, в ходе которой получил ещё одно ранение. В 1806 году его сестра Кэтрин вышла замуж за Артура Уэлсли, будущего герцога Веллингтона.
В 1810 году Пакенхэм присоединился к войскам под командованием своего зятя в Испании. Он командовал полком в битве при Бусаку в 1810 году, в 1811 году сражался в битве при Фуэнтес-де-Оньоро, защищал осажденную крепость Альмейда, помогая обеспечить британцам победу. В 1812 году Пакенем командовал одной из британских дивизий при Саламанке и весьма успешно атаковал фланг французской армии. Он также участвовал в сражениях при Нивеле, при Ниве, при Ортезе и при Тулузе.
В сентябре 1814 года Пакенхэм, получив звание генерал-майора, принял предложение заменить погибшего генерала Роберта Росса на посту командующего британской Североамериканской армией в ходе событий Англо-американской войны 1812 года.
На следующий год, Пакенхэм руководил масштабной британской атакой на Новый Орлеан. Он находился среди своих солдат под сильным огнём, когда неприятельская картечь раздробила ему левое колено и убила лошадь. Когда его старший адъютант майор Дункан Макдугалл помог ему подняться, Пакенхэм был ранен во второй раз, в правую руку. Несмотря на это, генерал Пакенем поднялся опять, и сел на лошадь Макдугалла. После этого ещё один картечный снаряд ранил его навылет, на сей раз смертельно. Генерала вынесли из боя и положили под дубом, где он и умер. Генералу было 36 лет. По слухам, последние слова Пакенхэма были обращены к Макдугаллу: он просил его найти генерала Джона Ламберта и передать ему, чтобы он принял командование войсками. Также он сказал: «Скажите Ламберту, чтобы он послал вперед резервы». Битва закончилась поражением англичан.
Веллингтон, глубоко опечаленный гибелью Пакенхэма, произнёс в его честь торжественную речь, содержавшую также обвинения в адрес других британских военачальников.

## Память
Статуя генерала Пакенхэма установлена в южном трансепте лондонского собора Святого Павла. Тело генерала вернули на родину в бочке с ромом и похоронили в семейном склепе Пакенемов в Киллукане, графство Уэстмит, Ирландия.
Городок Пакенхэм в Онтарио, Канада (в 1998 году вошёл в состав города Миссисипи-Миллс), названа в честь краткого визита туда генерала, а также с учётом его роли в англо-американской войне 1812 года. Городок расположен на канадской реке Миссисипи, которая берет свое начало из озера Миссисипи (Mississippi Lake) и впадает в реку Оттава. Эту реку не следует путать с большой рекой Миссисипи, протекающей по территории США, близ устья которой расположен Новый Орлеан, который безуспешно штурмовали войска генерала.
Один из пригородов Мельбурна, Австралия (Pakenham, Victoria) также назван в его честь.